# Gammalkils kyrka

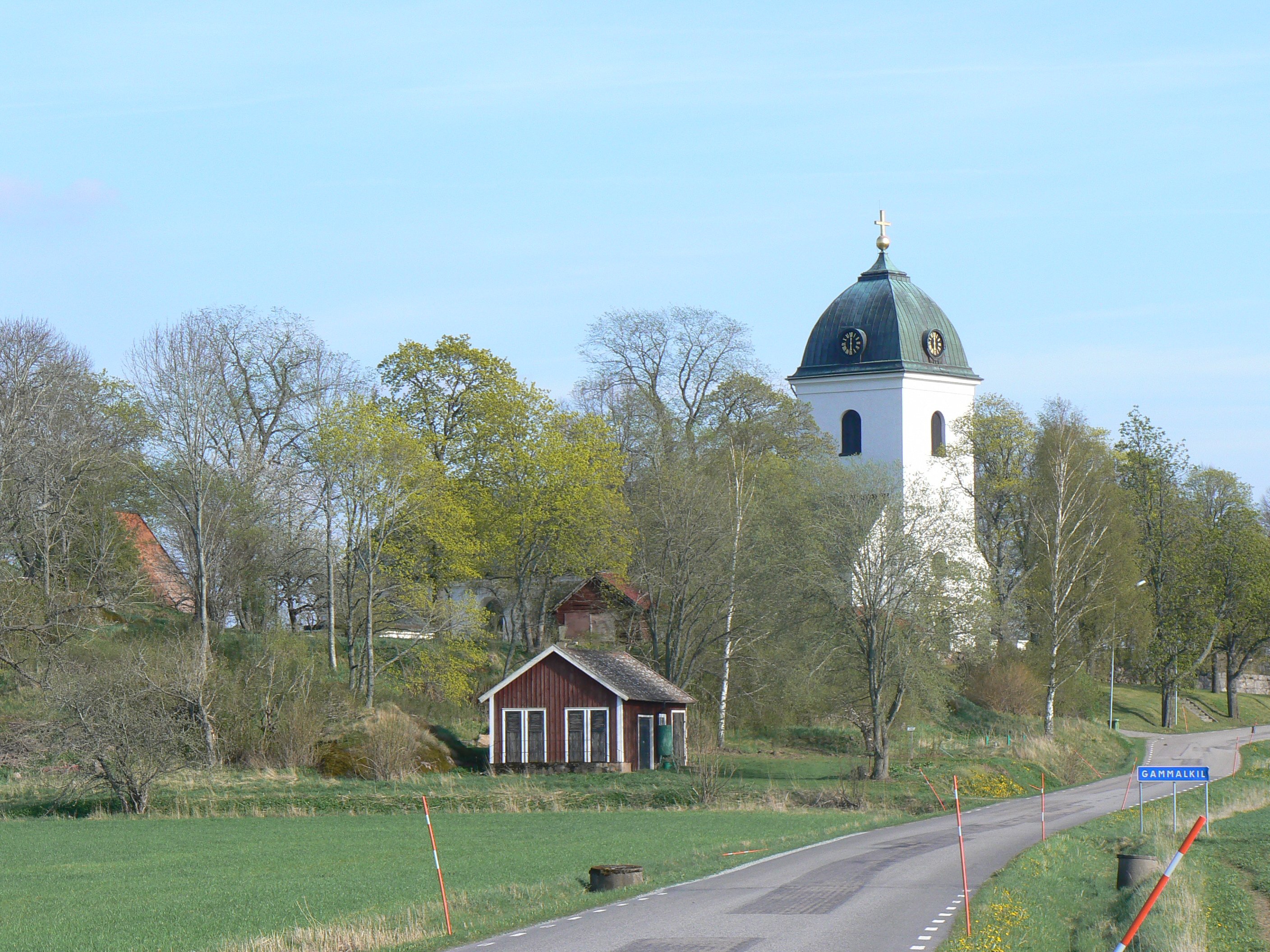
Gammalkils kyrka från vägen mot Mantorp

Gammalkils kyrka är en kyrkobyggnad i Gammalkil, Gammalkils socken och Nykil-Gammalkils församling i Östergötland. Den ligger i gränstrakterna mellan slätt- och skogsbygd en knapp mil söder om Vikingstad och tillhör Linköpings stift.

## Kyrkobyggnaden
Nuvarande kyrkan är byggd i en enkel nyklassicistisk stil. Den har ett långsträckt långhus med halvrunt kor i öster och i väster ett lågt kraftigt torn med karnissvängd huv.
Även interiören är nyklassicistisk med stora rundbågiga fönster och tunnvälvt tak. Inredningen med bland annat Pehr Hörbergs omfattande arbeten är i gustaviansk stil. Målningarna på såväl altarring och altartavla som läktarbarriär är verk av Hörberg. Predikstolen är däremot av Carl Fredrik Beurling. På läktaren står en för landsbygdsförhållanden ovanligt stor piporgel byggd av linköpingsmästaren Pehr Schiörlin. I sakristians innertak finns målningar från gamla kyrkan av konstnären Sven Gustafsson Stoltz.

## Historik
Tidigare fanns här en romansk kyrka av grå- och kalksten från 1100–1200-talet. Denna kyrka bestod av långhus med ett 30 alnar högt torn av kalksten i väster. I bottenvåningen hade tornet fönster och var försett med bänkar och en öppning mot långhuset. Kanske utgjorde detta rum en rest av ett utrymme för en storman. I öster hade kyrkan ett smalare kor, som senare revs och ersattes av ett nytt byggt i gråsten med samma bredd som långhuset. Sakristian, också byggd i gråsten, låg på norra sidan. Under senmedeltiden hade kyrkan valv med kalkmålningar, vilka på biskopens befallning senare kalkats över. Det enda som återstår är orden: "Hell Maria" i "munkestil" i koret.
Under 1600-talet fanns ett vapenhus vid långhusets sydportal och koret hade en korportal. Under åren 1698–1699 reste byggmästare Jöns Nilsson en klockstapel. För att klara befolkningsökningen i socknen uppförde byggmästare Anders Håkansson 1734 tillbyggnad i trä på långhusets norra sida, 9 meter lång och 7,5 meter bred. Emellertid önskade man också få in mera ljus i kyrkan, varför man både 1715 och 1736 högg upp nya fönster och förstorade dem på södersidan. År 1735 inköptes en ny predikstol av bildhuggare Niclas Österbom, Norrköping. I nykyrkans tak gjordes under åren 1751–1752 omfattande målningsdekorationer av konstnären Sven Gustafsson Stoltz, Vadstena.
Carl Fredric Broocman skriver i mitten av 1700-talet: "Kyrkan, står i Östra ändan af Soknen på Krono grund, 2 mil ifrån Linköping, och är thes Wästra del byggd af huggen Kalk-sten, och hälften til Öster af Gråsten. Uti längden håller hon til yttre Tornmuren 40 och en half aln, och i bredden 10 och 5 ottondedels aln; och på thet Församlingen, som tid efter annan mycket tiltagit, beqwämligare skulle rymas theruti, blef hon år 1734 på Norra Sidon ökt med en tilbyggnad af trä til 15 alnars längd och 12 och en half alns bredd. Altartaflan är ifrån Påwetiden, och består af några förgyldta bilder; men Prädikstolen af Bildthuggare-Arbete är köpt år 1735. Inuti är Kyrkan wäl målad; [...] Wid Kyrkon är wäl ett ansenligen högt Sten-Torn med spånad träspets, men ändock hänga Klockorna, som sprucko år 1731, och tå blefwo omgutne, uti en år 1699 uprest Trästapel, och är then mindre Klockan förärad af Matthias Stakelberg på Winæs. Af Antiquiteter är wid Kyrkon en Kalk, som har uti Munkstyl omkring foten följande påskrift: Maria gratia plena, Dominus secum, Benedicta tu in mulieribus, och på handtaget uti en sexuddig knapp ordet JHESUS. Uti stora Kyrkodörren ser man en Runsten."
Mot slutet av århundradet konstaterades emellertid många brister: Taket var dåligt, valven försvagade och det fanns sprickor vid sakristidörren och i tornmuren. Även klockstapeln var i dåligt skick. Besiktningsmannen länsbyggmästaren Casper Seurling ansåg att det inte var någon idé att spara de gamla murarna, utan att man borde bygga en ny kyrka. Han gjorde också upp ritningar till en sådan.

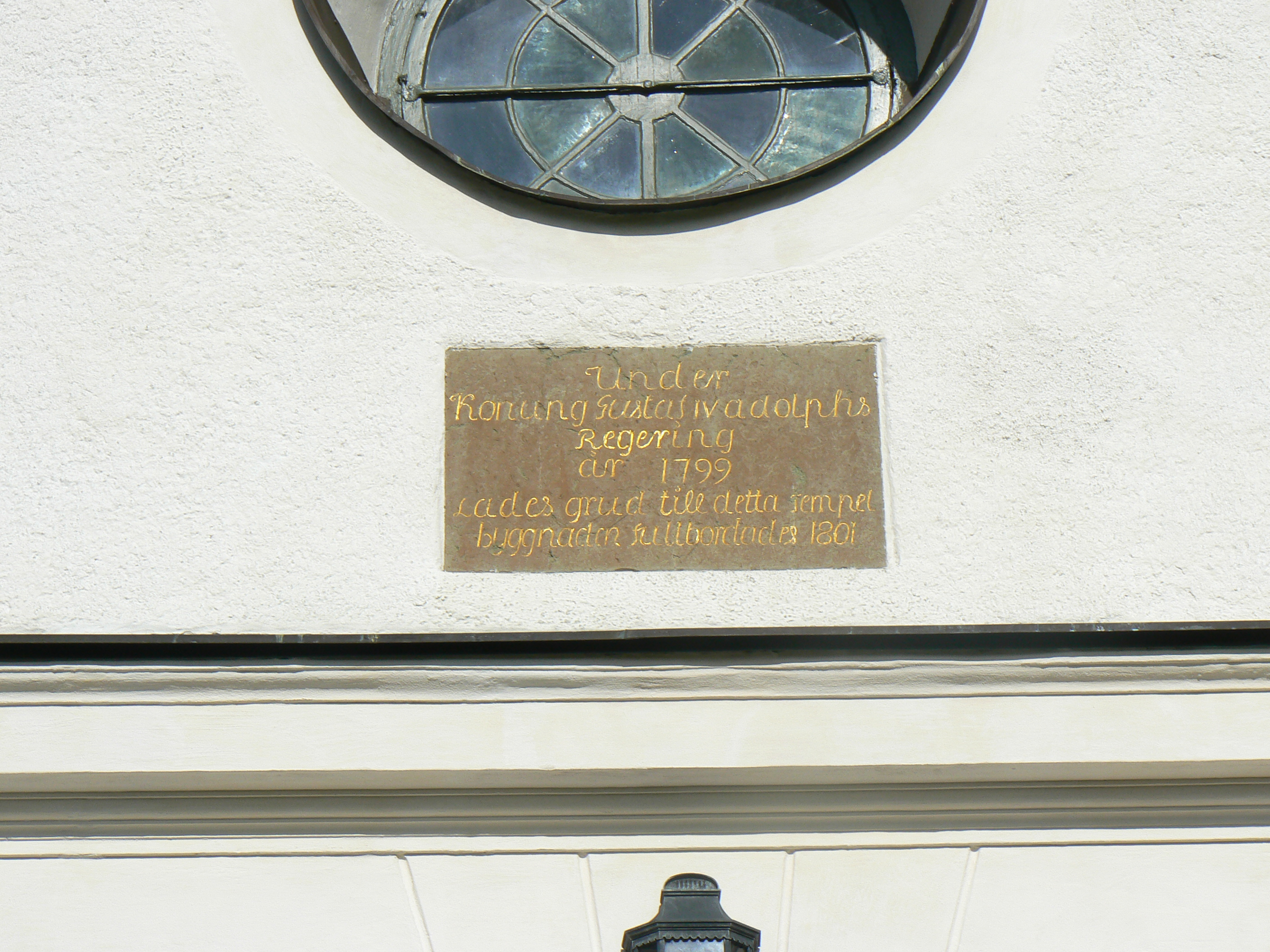
Inskription till minne av ombyggnaden

 Så småningom mognade planerna för ett nybygge, dock inte enligt Caspar Seurlings förslag. Vid en sockenstämma 1798 godkändes ett förslag av byggmästare Eric Fredberg, Örebro. Kyrkbygget påbörjades hösten 1799. Genom att förlägga den nya kyrkan söder om den gamla kunde man fortsätta att bruka den gamla helgedomen under byggtiden. Församlingen tyckte emellertid att Fredbergs tornspira var för hög, av kostnadsskäl avkortades därför kyrktornet. Därav det nuvarande tornets trubbiga avslutning. Nya kyrkan togs i bruk före julen 1801, ehuru den då var långt ifrån färdig. Följande sommar målades inredningen och först 1803 var kyrkan så klar att man kunde ta itu med bänkindelningen.
Inventarierna från den gamla kyrkan såldes, däribland det medeltida altarskåpet, som i mitten framställde Kristus som världshärskare och i dörrarna de tolv apostlarna och Maria med Jesusbarnet. Även Niclas Österboms predikstol avyttrades.
Sven Gustafsson Stoltz målningsdekorationer i gamla kyrkan togs dock delvis till vara. Nya sakristian har försetts med ett innertak där Jesus på förklaringsberget åskådliggörs. I ett hörn slår en hammare på ett hjärta med bildtext ur profeten Jeremias bok: "... Then berg sönder slår en hammare som slår sönder ett hjärta." Eller med en nyare bibelöversättning: "... är inte mitt ord som en eld, säger Herren, en slägga som krossar klippan." Hammaren och hjärtat var för samtiden välkända pietistiska symboler för den personliga omvändelsen, även benämnd hjärtats omvändelse. I taket finns också dekorationer med rankor av akantus i barockstil.
Under 1900-talet har flera smärre åtgärder vidtagits. År 1950 gjordes bänkinredningen om och samtidigt installerades elektrisk värme, år 1975 kläddes kyrkan med koppartak, år 1986 vidtogs en utvändig renovering, år 1993 skedde ommålningar invändigt och en toalett installerades i vapenhuset och år 1995 slutligen restaurerades schiörlinorgeln.

## Inventarier
Bland annat tack vare många donationer av generösa församlingsbor har kyrkan en rik inredning av hög kvalité:
- Nattvardskalk av silver från medeltiden. Den har en sexkantig fot med inristat krucifix och text: "Ave Maria gratia plena, dominus tecum benedicta tu in mulieribus".
- Mässhake från 1400-talets andra hälft i violett sammet med granatmönster och med ett broderat kors, som återger Jesu korsfästelse. Broderiet är troligen utfört i Köln. Den har haft ett foder, ursprungligen från ett annat liturgiskt plagg, av italiensk membranguldbrokad från slutet av 1300-talet.
- Mässhake från omkring 1500 tillverkad i lübecksområdet.
- Mässhake i röd sammet från 1777.
- Mässhake, svart, från 1800-talet.
- Målning med Maria och Jesusbarnet av en spansk 1600-talsmästare i kretsen kring Alonzo Canos.
- Äreminne, i form av oval trätavla, över komminister Petrus Svenonis Kihlman, uppsatt år 1700.
- Allmogeskåp med originalmålning från 1786.
- Altartavla målad 1801 av Pehr Hörberg framställande Jesu nattliga samtal med Nikodemus, medlem av judarnas råd i Jerusalem. Tavlan har texten: "Bären fram Herranom Hans namns ära, tillbeder Heren i helige prydning" (ur Psaltaren).
- Altarringen, där Pehr Hörberg framställer nio olika scener: ”Syndafallet, Moses med lagtavlorna, Abrahams offer, Israelernas påskalammsmåltid, Nattvarden, Omskärelsen, Jesu dop, Spejarna med vinstocken” samt ”Jesu himmelsfärd”.
- Läktarbarriären, där Pehr målat tre motiv: ”Intåget i Jerusalem”, ”Utdrivandet av månglarna i templets förgård” samt ”Vägen till Golgata (Via Dolorosa)”.
- Predikstolen av Carl Fredrik Beurling. Han tillverkade även altaret.
- Dopfunt av röd kalksten med åttkantig cuppa utförd 1955 av bröderna Styrenius, Västervik.

## Orgel
Piporgeln – byggd av orgelbyggare Pehr Schiörlin, Linköping, – är en av Sveriges mest berömda. Här har bland andra professor Albert Schweitzer spelat både 1927 och 1951. Den avsynades 1806 av domkyrkoorganist Zacharias Köhler, Linköping, och befanns då enligt besiktningsprotokollet vara i allo perfekt. Enligt ett utlåtande av baron Israel Lagerfelt på det närbelägna Lagerlunda hade Gammalkil nu ”det största och bästa orgelverket i stiftets, måhända hela rikets landsortskyrkor”.
Som rådgivare inför orgelbygget anlitade församlingen Israel Lagerfelt. Han var musikintresserad, spelade själv orgel och hade kontakter med musik- och litteraturkretsar i Stockholm. Pehr Schiörlin fick kontakt med Lagerfelt i samband med ett orgelbygge i Vikingstads kyrka 1785 och ett förtroendefullt samarbete påbörjades mellan de båda. Det råder knappast någon tvekan om att det var tack vare Lagerfelt och Gammalkils prost Christopher Retzius Ekwall som Gammalkils kyrka kom att få en av den tidens största landsortsorglar.
I ett kontrakt mellan Pehr Schiörlin och församlingen den 10 april 1802 redovisas en orgel med huvudverk, öververk och pedalverk innehållande 23 hela och 8 halva orgelstämmor. Att det var så många halva stämmor beror förmodligen på en påverkan från Abbé Georg Joseph Vogler.
Orgeln kom dock inte att byggas enligt upprättad disposition utan i ett tillägg 1805 till kontraktet stipulerades att flera av de halva stämmorna skulle bytas ut mot genomgående. Orgeln skulle också förses med koppel mellan övre och undre manualen liksom mellan undre manualen och pedalen.
Utöver kontraktet gjorde Schiörlin övre manualverket till ett ekoverk, genom att förse detta med en rörlig låda som kunde sänkas ned över en del av labialpiporna. Denna finess togs dock snart bort, troligen i slutet av 1820-talet.
Församlingen kom säkerligen mycket billigt undan, alltför billigt menade baron Lagerfelt. Schiörlin kunde knappast ha fått debet och kredit att gå ihop. Lagerfelt föreslog därför att man skulle ge orgelbyggaren en liten ”discretion” i säd och penningar och vid en sockenstämma bestämdes att varje hemman skulle bidra med säd till detta sammanskott.
Kronologi:
- År 1806 byggdes västläktarorgeln av Pehr Schiörlin från Linköping. Svarta undertangenter. Tonomfång: manualer C - f³, pedal C - a°. Flertalet fasadpipor är ljudande, i öververkets mittfält Principal 8' D, i turellerna och ytterfälten Principal 4'; i huvudverkets tureller och ytterfält Principal 8' och i de inre småfälten Principal 16'. Mittfältet och de yttre sidofälten är stumma.
- År 1879 renoverades orgeln av orgelbyggaren och orgelreparatören Anders Peter Kullbom (1817–1900) från Linköping. Bl.a. ändrade han Kvinta 3' (2 2/3)' till Fugara 8' och placerade den i öververket. Öververkets Flachfleut 4' flyttades till huvudverket, liksom öververkets Trumpet 8' som gjordes om till Trumpet 16'. Dessutom tog han bort manualens mixtur.
- År 1912 utfördes en reparation på orgeln av orgelreparatör E. Gustafsson från Bankeberg i Vikingstad.
- I början av 1930-talet diskuterades en ombyggnad som bl.a. skulle innebära att den mekaniska trakturen och registraturen skulle göras om till pneumatisk drift. Dispositionen skulle kompletteras och pedalomfånget utökas. Avsikten var att göra orgeln mer lättspelad, men i möjligaste mån ändå bevara den. Albert Schweitzer, som flera gånger givit konserter på orgeln, bl.a. 1927, fick en kopia av förslaget. Sannolikt var det hans förtjänst att ombyggnaden inte blev av.
- År 1948 utfördes Konserveringsarbeten av Theodor Frobenius & Co från Lyngb i, Danmark, varvid Trumpet 16' i manualen återgick som Trumpet 8' i öververket, Fugara 8' blev återigen Kvinta 3' (2 2/3)' i manualen. En ny fyrkörig mixtur sattes in på den ursprungligas plats. Dessutom utökades pedalomfånget med 8 toner från ostrukna a (a°) till ettstrukna f (f¹). På väderkanalerna monterades stötdämpare och i öververket en ny tremulant.
- År 1973-1975: Upprustning av Bröderna Moberg från Sandviken, omfattande bl.a. slejftätning och byte av den år 1948 insatta kvintmixturen av modern typ, mot en rekonstruerad tersmixtur, delad på två register. Även öververkets tak i form av ramar med spänd väv rekonstruerades.
- År 1996: Restaurering av firman Åkerman & Lund från Knivsta, under ledning av Lars Norgren och med Kalevi Mäkinen & Helmuth Gripentrog som intonatörer. Projektansvarig konsult var Carl-Gustaf Lewenhaupt från Vadstena. Det ursprungliga luftsystemet återställdes, mekaniken till vädersvällaren rekonstruerades och pedalens omfång minskades till C - d¹. 1975 års mixturer i manualen ersattes med en mer precis rekonstruktion. Tempereringen gjordes oliksvävig enligt Schiörlins normala metod, vilken finns dokumenterad av den dåvarande domkyrkoorganisten i Linköping.

Musik:

En inspelning av Johann Sebastian Bachs orgelkoral ,,Das alte Jahr vergangen ist" (Orgelbüchlein) gjord på denna orgel, har sedan många år spelats varje nyårsafton i Sveriges Radio P1 direkt före tolvslaget. Nyårsafton 2008 bytte P1 dock ut denna mot en tysk inspelning.
Nuvarande disposition:
| Huvudverk I C-f³                   | Öververk II C-f³              | Pedalverket C-d¹  | Koppel           |
| Principal 16', D (fasad)           | Principal 8', D (fasad)       | Principal 16'     | II/I             |
| Qvintadena 16', B/D                | Gedagt 8', B                  | Dubbel Subbas 16' | I/P              |
| Principal 8' (fasad)               | Offenfleut 8', D              | Octava 8'         |                  |
| Flauto doppio 8'                   | Quintadena 8'                 | Octava 4'         |                  |
| Viola di gamba 8'                  | Principal 4' (fasad)          | Blockfleut 1'     |                  |
| Octava 4'                          | Flachfleut 4'                 | Basun 16'         |                  |
| Rörfleut 4'                        | Viola di gamba 4'             | Dulcian 8'        |                  |
| Quinta 3' (eg. 2 2/3')             | Spitzfleut 2'                 |                   |                  |
| Octava 2'                          | Scharff III, 1' + 4/5' + 2/3' | Sperventil Pedal  |                  |
| Mixtur II, oktavkor (1997)         | Trompet 8', B/D               |                   |                  |
| Mixtur II, ters- & kvintkor (1997) | Vox humana 8', D              |                   |                  |
| Trompet 8', B/D                    |                               |                   | Calcant          |
|                                    | Sperventil Öfverwärk          |                   | Tremulant (1948) |
| Sperventil Manual                  |                               |                   | Vädersvällare    |

### Diskografi
- Clavier-Übung : William Porter at the 1806 Schiörlin organ in Gammalkil Church, Sweden. CD. Loft Recordings LRCD 1026. 2001.
- Gamla svenska orglar / Engsö, Rune ; Fagius, Hans ; Jacobson, Lena, orgel. 3CD. BIS-123. 1996.

## Tiondebod
I utkanten av kyrkogården står ett senmedeltida sockenmagasin, en tiondebod, i sten med högt och brant tak.

## Runsten
Utanför stora kyrkodörren i gamla kyrkan fanns en runsten. Den flyttades senare till prästgården, varefter den 1862 fick sin plats på kyrkogården. Stenen har signum Östergötlands runinskrifter 180 och bär meddelandet "Halvdan reste denna sten efter Rolf, sin fader; (han) var god."

## Bildgalleri

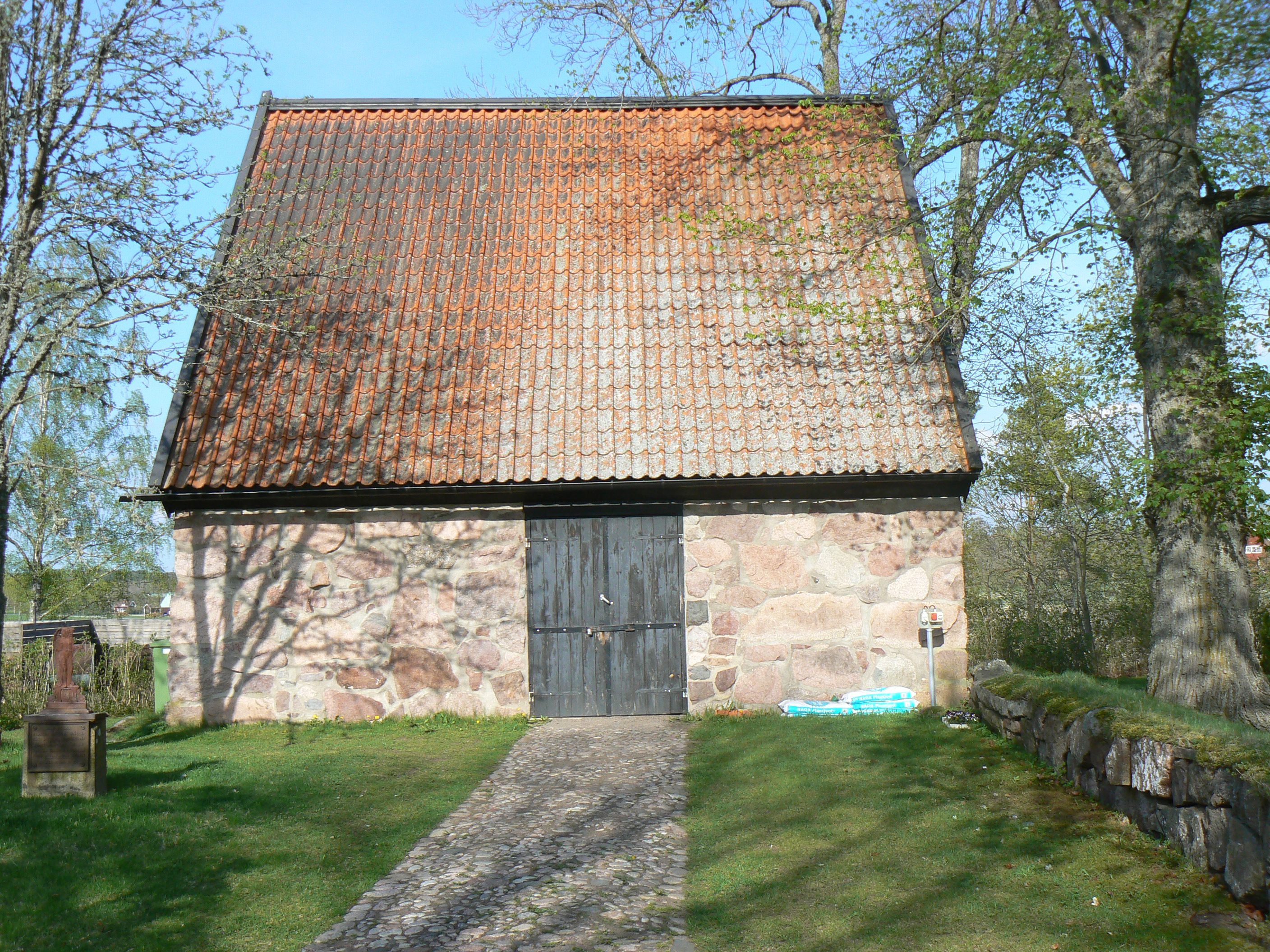
Tiondeboden
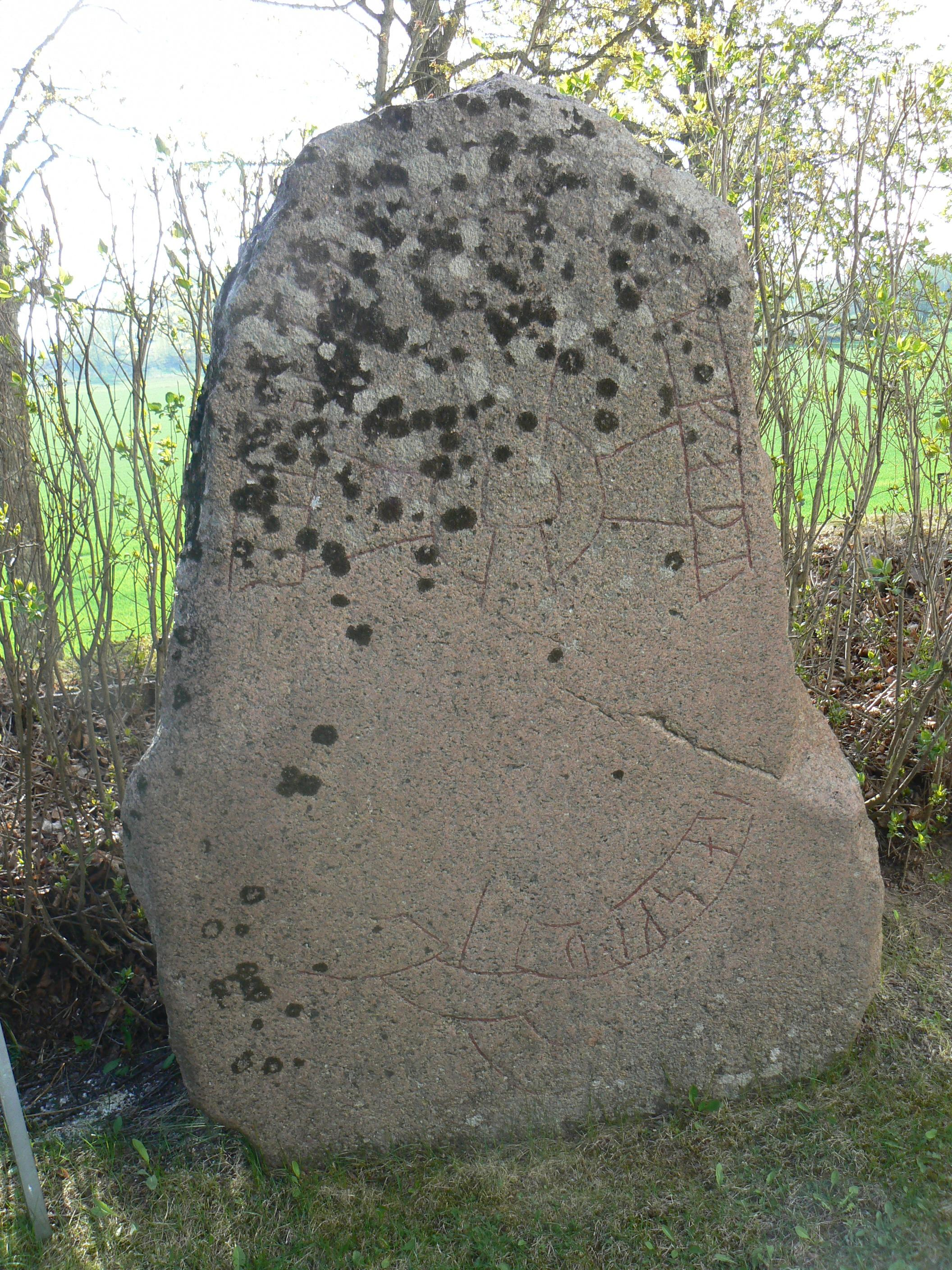
Runstenen utanför kyrkan
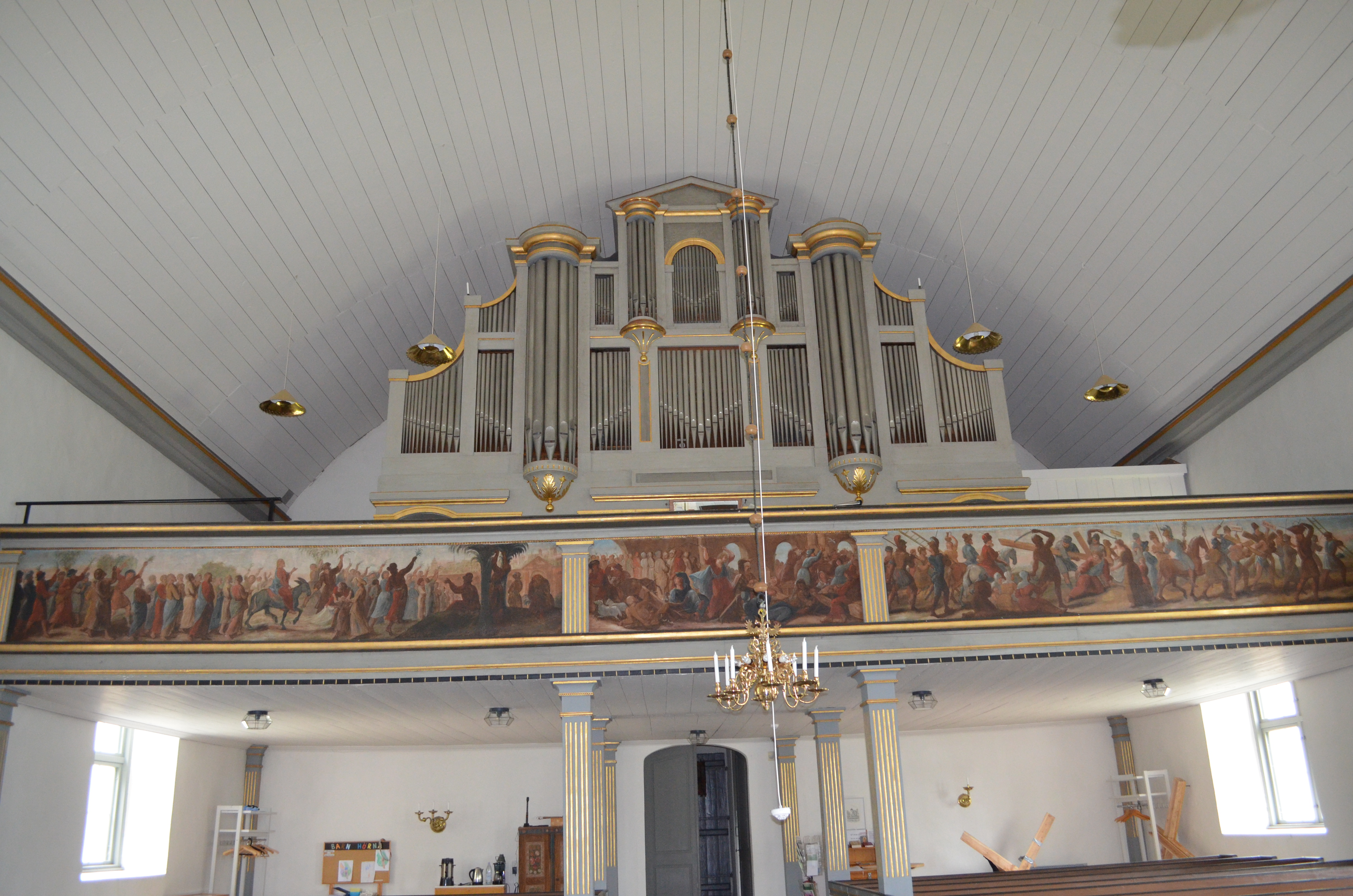
Gammalkil kyrkas orgelläktare
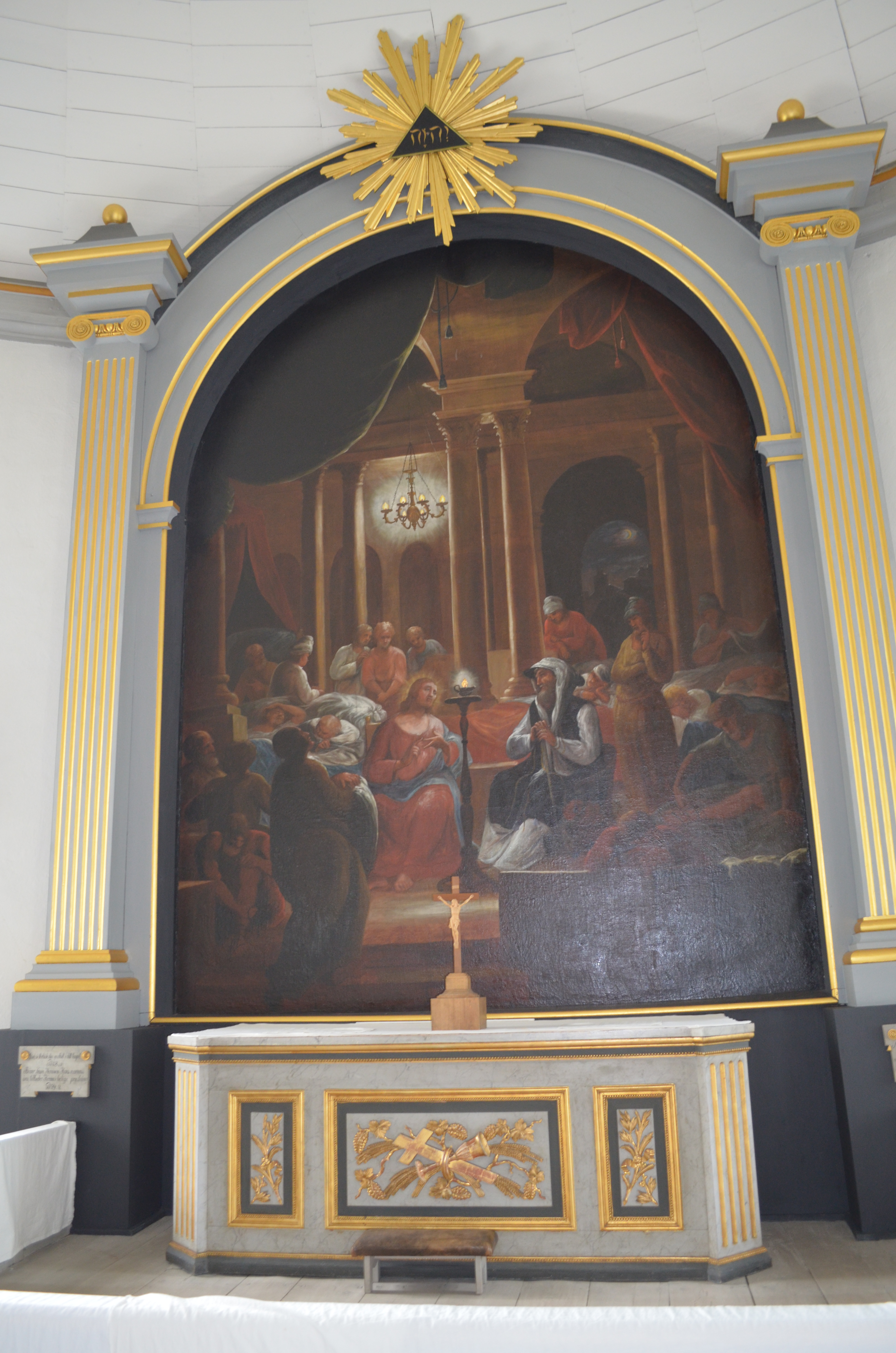
Gammalkil kyrkas altare
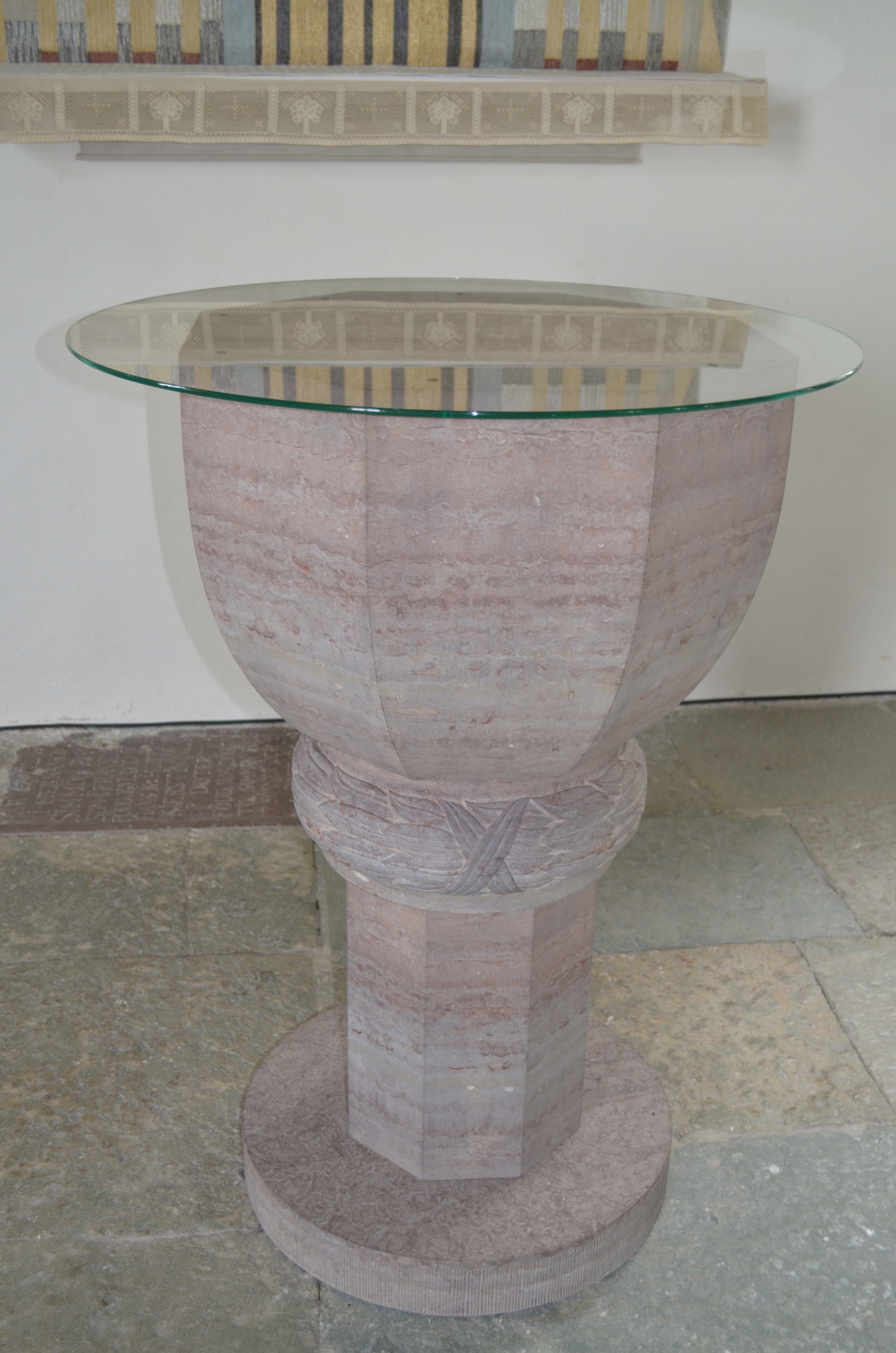
Gammalkil kyrkas dopfunt
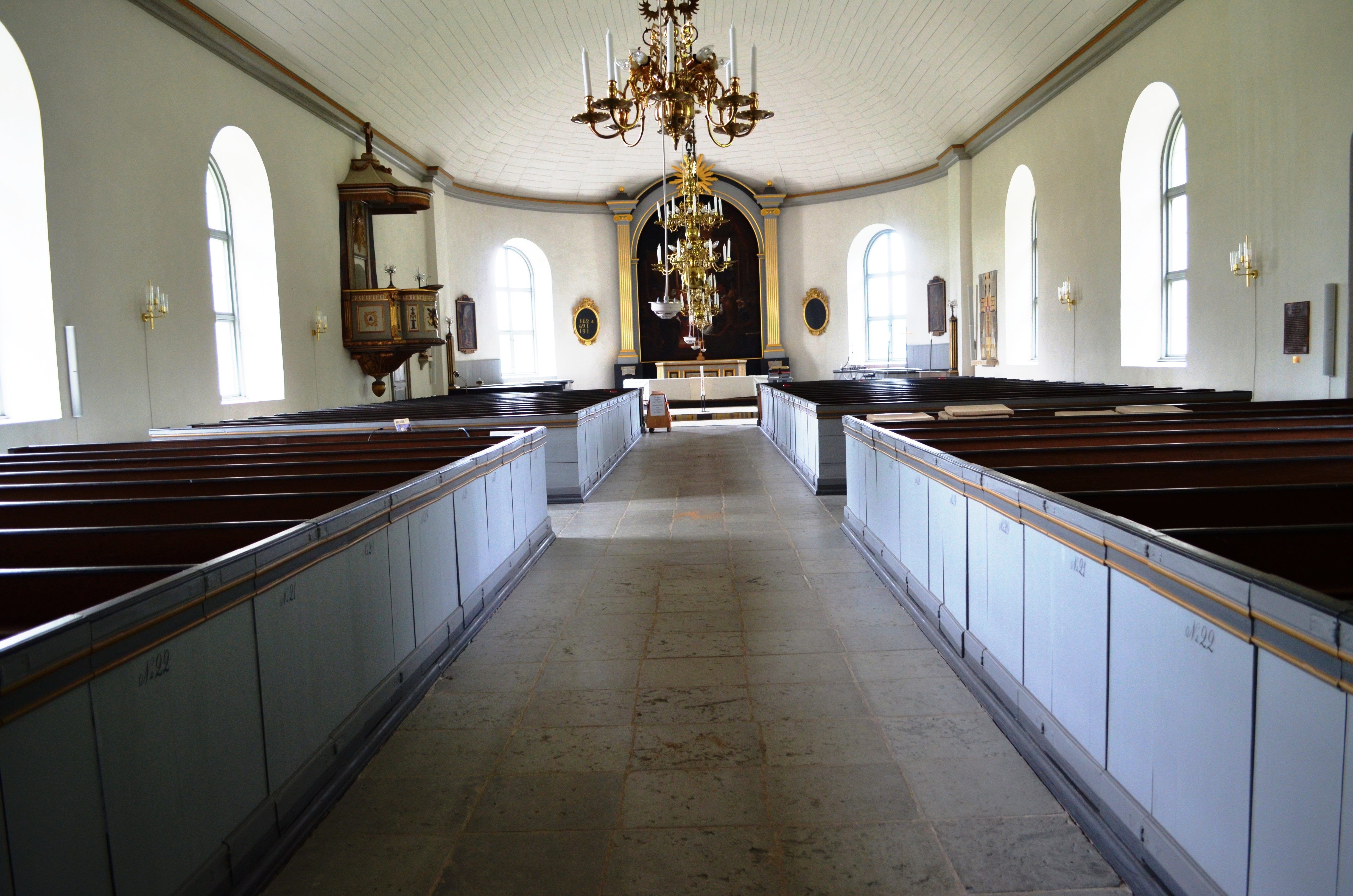
Gammalkil kyrkas kyrksal